# فيليب باك
فيليب باك هو ناشط حقوق إنسان كوري شمالي، ولد في 6 يناير 1941 في مقاطعة هوانغهاي الجنوبية في كوريا الشمالية.